# ダメジン (お笑い)
ダメジンは、かつてプロダクション人力舎で活動していたお笑いコンビ。2012年8月3日解散。

## メンバー
- 細谷 光栄（ほそや みつはる、1985年1月1日（40歳） - ）
  - ボケ担当。立ち位置は左側。
  - 埼玉県出身。
  - 身長177センチメートル。血液型はAB型。
  - 特技は料理、剣道、4トントラック。趣味は旅。
  - 両親が「煮たり焼イタリ屋（にたりやいたりや）」というイタリア料理屋を営んでいる。
  - 同じ川口市に住んでいる鬼ヶ島の和田と仲が良い。
  - 姉がいる。
  - 喫煙者。
  - コンビ解散後は事務所に残り、ピン芸人「みつはる」として活動。その後、2015年5月に引退。

- 杉山 大介（すぎやま だいすけ、1984年6月26日（40歳） - ）
  - ツッコミ担当。立ち位置は右側。
  - 北海道出身。駒澤大学附属苫小牧高等学校、駒澤大学卒業。
  - 身長178センチメートル。血液型はO型。
  - 特技は野球、スキー。趣味は買い物。
  - 駒大苫小牧高校では野球部に所属し、2番手ピッチャーとして活躍した。第33回明治神宮野球大会に出場経験がある。サイドスローで時速130キロメートルの速球を投げた。駒大苫小牧野球部現監督の佐々木孝介は2年後輩にあたる。
  - スクールJCAでは委員長を務めたが、校長に「JCA始まって以来のダメ委員長」と言われていた。
  - ファッションにこだわりがあり、週に5日は渋谷へ行く。周りからは「オシャレ番長」と呼ばれている。
  - 養成所時代にアンダーラインに加入していたことがある。
  - 非喫煙者。
  - コンビ解散後は芸人を引退した。

## 略歴
- スクールJCA16期（2007年入学）の同期生同士で結成。2008年よりJCAプロモーション所属、2010年よりプロダクション人力舎所属となって活動。2012年8月にコンビを解散した。

## 芸風
- 主に漫才だが、時にはコントを演じることもある。ボクシングのコントでは杉山がボケ、細谷がツッコミとなり、漫才と逆の役割を担う。

## 賞レース戦績
- キングオブコント2009 1回戦敗退
- M-1グランプリ2009 2回戦敗退
- キングオブコント2010 1回戦敗退
- M-1グランプリ2010 1回戦敗退

## 出演

### テレビ
- 内村さまぁ〜ず #50（ミランカ、2008年11月後半配信分）
- 上田ちゃんネル（CSテレ朝チャンネル、上田義塾・新メンバー・トライアウト、2012年6月12日・6月26日放送分）※口笛のみ

### ポッドキャスト
- ジンリキポッドキャスト（人力舎の若手芸人によるポッドキャスト）（2010年5月 - ）

### ライブ
- バカ爆走!（毎月1日から6日、ミニホール新宿Fu-）
- スタートダッシュ！
- 東京笑い者